# Glaucosphaerales
Glaucosphaerales, red crvenih algi u razredu Rhodellophyceae. Svega su četiri priznate vrste unutar dvije porodice. Ime je došlo po rodu Glaucosphaera.

## Porodice
1. Glaucosphaeraceae Skuja  3 vrste
2. Skujapeltaceae W.T.Hall & G.Claus  1 vrste